# ジーロング
ジーロング（Geelong [jih-long]） はオーストラリア連邦南東部、ヴィクトリア州に位置する港町。東側にはポートフィリップ湾の湾内湾であるコリオ湾を臨み、また約65kmの長さを誇るバーロン川の左岸に位置している。
当市の都市人口は約27万人（2018年 6 月）と推計され、ヴィクトリア州内ではメルボルンに次ぐ規模を誇り、オーストラリア国内で急成長を遂げた街の一つに数えられる。 ジーロングは北西部にバララット、南西部にはトーキー、グレートオーシャンロード、そしてウォーナンブール、西部にはハミルトン、コーラック、及びウィンチェルシーが位置するなど、当州西部の複数地方総括局に囲まれており、中央高原地帯を抜けて北部に位置する州都のメルボルンへ向かうための通路的役割を当市が担っているために「玄関口となる街（Gateway City）」と称されることがある。 グレーター・ジーロング・シティは、玄関都市の人口増加を目的として協定関係を構築することを謳った「ゲートウェイ・シティ・アライアンス」に加盟しており、ニューキャッスル及びウロンゴングと協定を結んでいる。

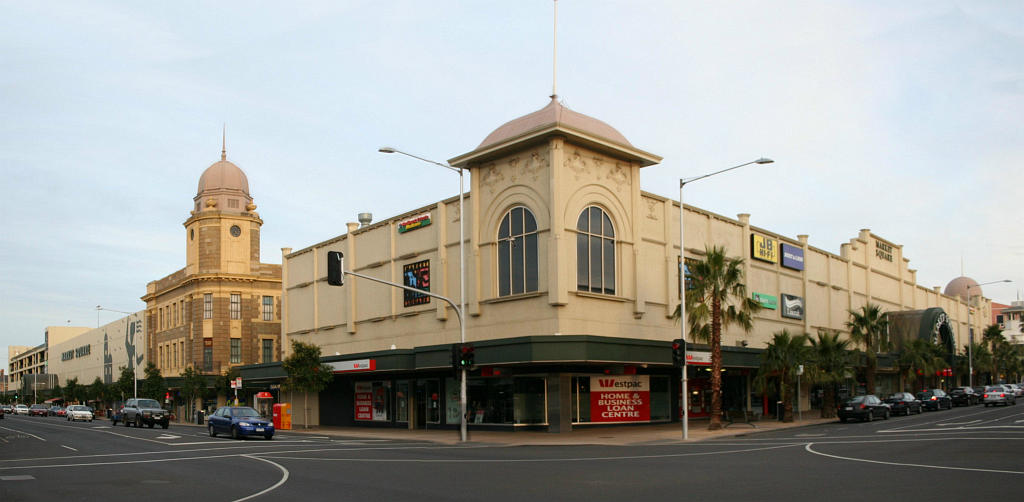
街並み

## 概要
メルボルンの南西に位置している。ポートフィリップ湾の湾内湾であるコライオ湾に面する。グレートオーシャンロード、ウォーナンブール、コーラックなど、ビクトリア州西部地域に近い位置にあるため、「西部のゲートウェイシティ」としても知られている。ジーロングは、ポートフィリップ湾で唯一の地方公共団体であるグレータージーロング市の行政の中心地である。
ジーロングが位置する土地には、元来先住民族としてクリン人であるワタウロングが居住していた。「ジーロング」の都市名は、「土地」、「崖」または「土地または半島の舌」を意味するワタウロング語「ジロン」に由来している。

## 歴史
古くは羊毛その他農産物、金の輸出で栄えた。
戦後はフォードの自動車工場とロイヤル・ダッチ・シェルの石油精製工場がジーロングの経済を牽引したが、近年、2社は撤退しており、市当局は新たな雇用創出を迫られている。

## 交通

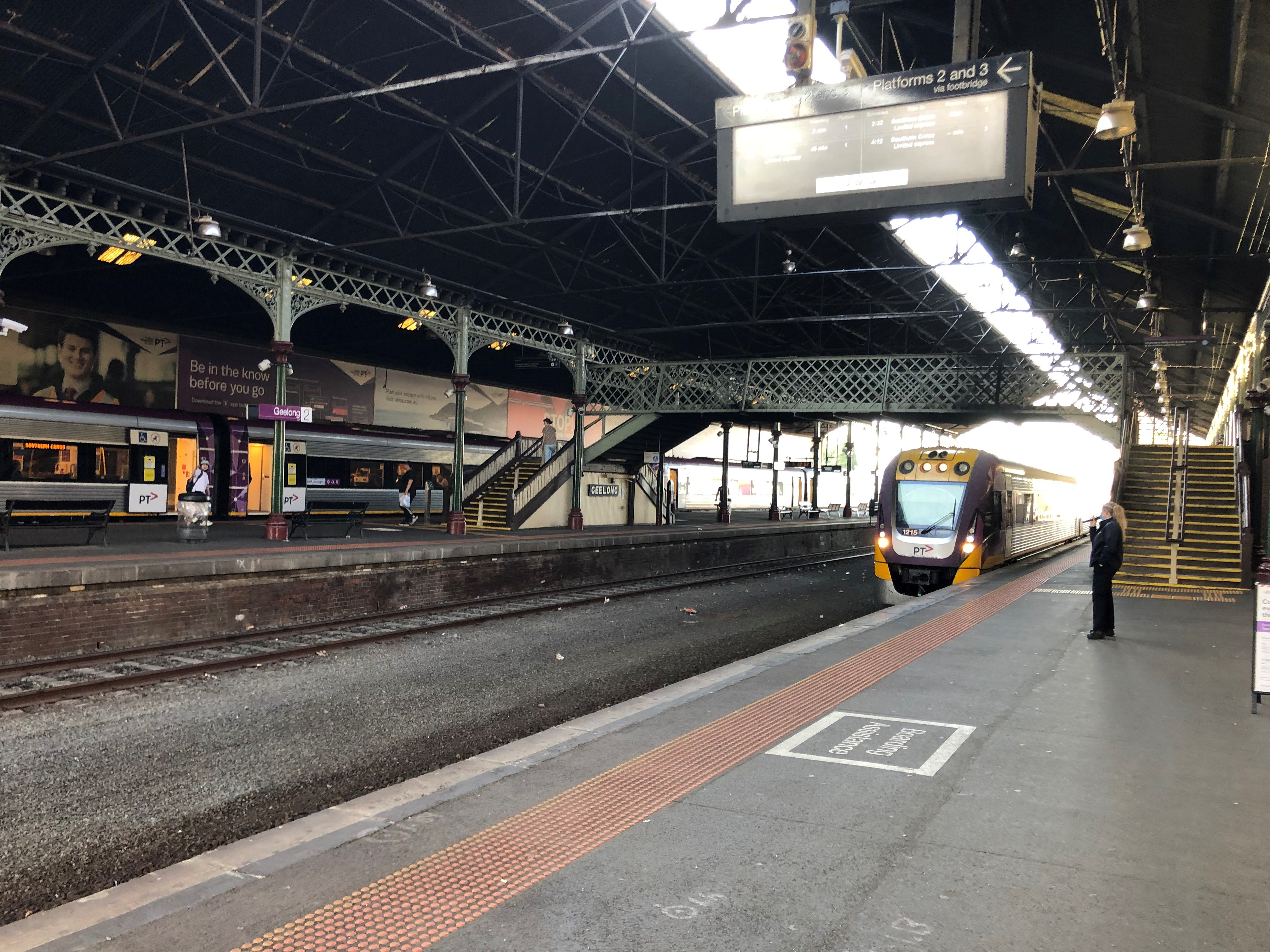
ジーロング駅

- ジーロング駅は非電化区間にある駅だが、比較的運行本数が多く、毎時3本程度サザン・クロス駅行きの列車が出発する。

- プリンセスハイウェイでメルボルンと連絡しており、高速バスが運行している。

- アバロン空港は25キロメートル東方にある。メルボルン空港は60キロメートル北東方にある。それぞれ連絡バンが運行されている。

## 教育
- ディーキン大学の主要なキャンパスがある。

## スポーツ

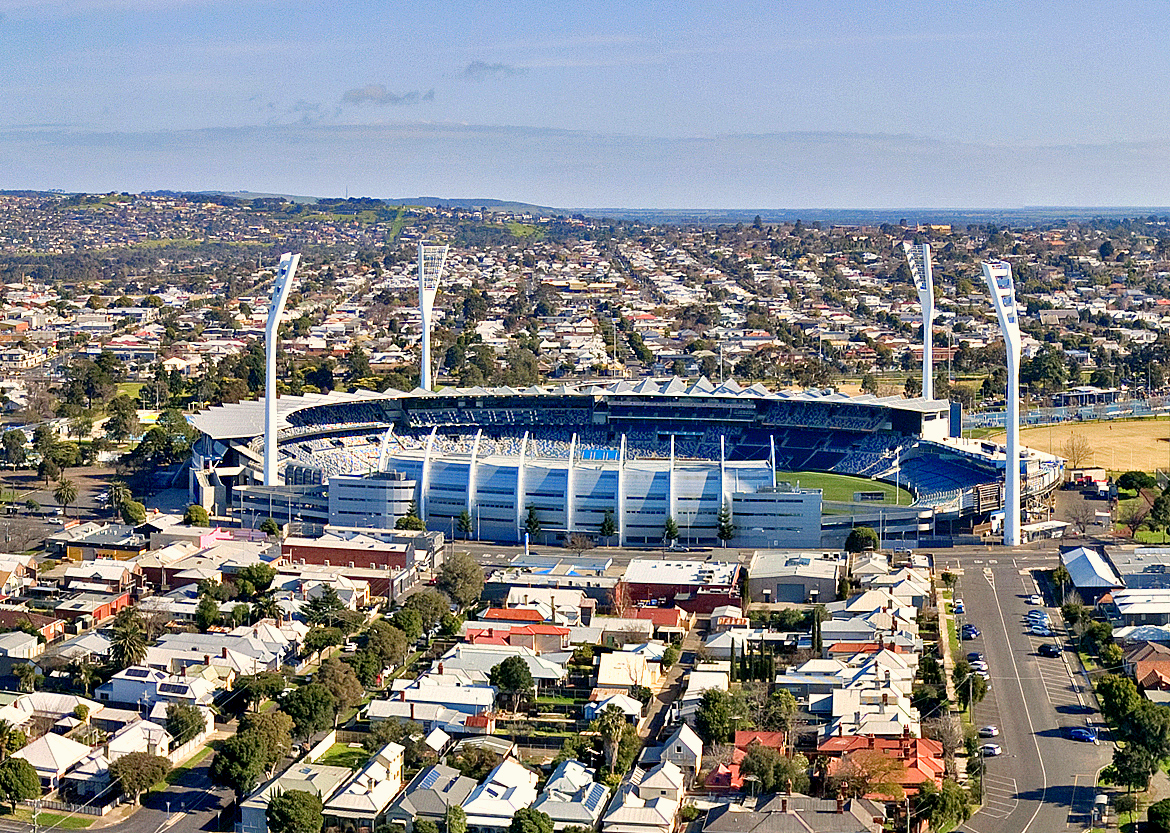
カーディニア・スタジアム

- オーストラリアン・フットボール・リーグのジーロング・フットボールクラブの本拠地である。

- オーストラリアン・ベースボールリーグのジーロング・コリアの本拠地である。

- 日本プロ野球の千葉ロッテマリーンズが2006-2007年の春季キャンプを当地で行った。

- 世界選手権自転車競技大会の2010年大会が9月28日から10月3日の間の日程で開催された。

- 2022年10月に、パシフィックファウストボール選手権大会が行われた。

## 姉妹都市
- 泉大津市（日本国 近畿地方 大阪府）
- 連雲港市（中華人民共和国 江蘇省）